# Ĝ
Ĝ, ĝ (G с циркумфлексом) — буква расширенной латиницы.

## Использование
В алфавите языка эсперанто обозначает звук [d͡ʒ].
В нидерландском языке буква используется в некоторых словарях для обозначения взрывного согласного [g], тогда как G передаёт фрикативный [ɣ].
В алеутском языке произносится как [ʁ] (соответствующий глухой звук передаётся через X̂).
В изолированном языке хайда буква иногда использовалась для передачи [ɡˤ].
В некоторых транскрипциях шумерского через Ĝ передаётся звук [ŋ].